# Thomas Aikenhead
Thomas Aikenhead (28 de marzo de 1676 – 8 de enero de 1697) fue un estudiante escocés nacido en Edimburgo, procesado y ejecutado a la edad de 20 años por cargos de blasfemia aplicados por la Ley contra la blasfemia de 1661 y la Ley contra la blasfemia de 1695. Fue la última persona en la isla de Gran Bretaña en ser ejecutado por blasfemia. Su ejecución sucedió 85 años después de la muerte de Edward Wightman (1612), la última persona que ardió en la hoguera por hereje en Inglaterra.

## Biografía
Thomas Aikenhead era hijo de James Aikenhead y Helen Ramsey. Su padre era un diputado de Edimburgo, al igual que su abuelo (también llamado Thomas Aikenhead). Su madre era hija de un clérigo. Thomas fue bautizado el 28 de mayo de 1676, tanto el cuarto como el primero de la familia. Tenía tres hermanas mayores (Jonet, Katherine y Margaret), pero la última de estas y posiblemente dos de ellas murieron antes de que Thomas naciese.

## Acusación
Durante sus estudios en la Universidad de Edimburgo, participó en discusiones religiosas con sus amigos y fueron, al menos, cinco testimonios de sus propios amigos los que formaron la base de la acusación.

Fue acusado en diciembre de 1696. La acusación decía:
El prisionero había sostenido repetidamente, en una conversación, que la teología era una rapsodia de tonterías mal inventadas, remendada en parte por las doctrinas morales de los filósofos, y por otra parte por las ficciones poéticas y las quimeras extravagantes: Que ridiculizó las sagradas escrituras, llamando a las fábulas de Ezra del Antiguo Testamento, en alusión profana a las Fábulas de Esop; Que criticó a Cristo, diciendo que había aprendido magia en Egipto, lo que le permitió realizar esas bromas que se llamaban milagro: Que llamó al Nuevo Testamento la historia del impostor Cristo; Que dijo que Moisés era el mejor artista y el mejor político; y él prefería a Mahoma antes que a Cristo. Que las Sagradas Escrituras estaban llenas de tanta locura, tonterías y contradicciones, que admiraba la estupidez del mundo por haber sido engañado durante tanto tiempo por ellas: que rechazaba el misterio de la Trinidad como indigno de refutación; y se burló de la encarnación de Cristo.

## Juicio y sentencia
El caso fue procesado por el Lord Advocate y Sir James Stewart, quien exigió la pena de muerte para dar un ejemplo a otros que de otro modo podrían expresar tales opiniones en el futuro. El 24 de diciembre de 1696 el jurado imputó a Aikenhead culpable de maldecir y criticar a Dios, negando la encarnación y la Trinidad, y burlándose de las Escrituras.
Fue sentenciado a la pena de muerte por ahorcamiento. Esta fue una pena extraordinaria, ya que el estatuto exigía la ejecución solamente en la tercera condena por este delito; los delincuentes que habían sido condenados una vez debían ser vestidos con sacos y encarcelados;

Según el Diccionario de Biografía Unitaria y Universalista (escrito por Andrew Hill):
Aikenhead solicitó al Consejo Privado que considerara sus "circunstancias deplorables y años tiernos". Además, no mencionó que el ya había sido condenado una vez. Dos ministros y dos consejeros privados se declararon a su favor, pero fue en vano. El 7 de enero, después de otra petición, el Consejo Privado dictaminó que no otorgarían un aplazamiento a menos que la iglesia intercediera por él. La Asamblea General de la Iglesia de Escocia, asentada en Edimburgo en ese momento, instó a una "ejecución vigorosa" para frenar "la abundancia de impiedad y blasfemias en esta tierra". Así se confirmó la sentencia de Aikenhead:

## Ejecución
La mañana del 8 de enero de 1697, Aikenhead escribió a sus amigos que "esto era un principio innato y co-natural para cada hombre tener una inclinación insaciable hacia la verdad y buscarla como un tesoro escondido... Así que procedí hasta que cuanto más pensaba al respecto, más lejos estaba de encontrar la verdad que deseaba...". Escribió esta carta antes de hacer la larga caminata, bajo vigilancia, hacia la horca en el camino entre Edimburgo y Leith. Se decía que había muerto con una Biblia en mano, "con todas las marcas de un verdadero penitente".
Thomas Babington Macaulay dijo sobre la muerte de Aikenhead que "los predicadores que fueron los asesinos del pobre muchacho se apiñaron a su alrededor en la horca, e... insultaron al cielo con oraciones más blasfemas que cualquier cosa que hubiera pronunciado". El profesor David S. Nash dijo que la ejecución de Aikenhead fue "un momento providencial calvinista"...
Aikenhead fue la última persona ahorcada por blasfemia en Gran Bretaña. La blasfemia siguió siendo un delito capital en Escocia hasta 1825.

## Otras lecturas
- Brown, Henry H. (1918). «Old Scots Law of Blasphemy». Jurid. Rev. 30: 56+.
- Hunter, Michael (1992). «'Aikenhead the Atheist': The Context and Consequences of Articulate Irreligion in the Late Seventeenth Century». Atheism from the Reformation to the Enlightenment. pp. 221-54.
- Pringle, Helen. «Are We Capable of Offending God? Taking Blasphemy Seriously». Negotiating the Sacred: Blasphemy and Sacrilege in a Multicultural Society. ANU E Press. (Originated at a conference in 2004)
- Graham, Michael (2013) [2008]. The Blasphemies of Thomas Aikenhead: Boundaries of Belief on the Eve of the Enlightenment. Edinburgh.